# Dean Kelley
Melvin Dean Kelley (Monmouth, Kansas, 23 de abril de 1931-Morton, Illinois, 13 de enero de 1996) fue un jugador de baloncesto estadounidense. Con 1,80 metros de estatura, su puesto natural en la cancha era el de escolta. Fue campeón olímpico con Estados Unidos en los Juegos Olímpicos de Helsinki de 1952.
Era hermano de Allen Kelley, campeón olímpico en baloncesto en los juegos olímpicos de Roma de 1960.